# Goya Lopes
Maria Auxiliadora dos Santos Goya Lopes, também conhecida como Goya Lopes (7 de maio de 1954, Salvador, Bahia) é uma designer têxtil, empresária e artista plástica brasileira que contribui para a identidade do design no Brasil. Goya cria estampas marcadas por cores vivas e pela exclusividade dos desenhos lançados em edições limitadas. Goya, através de suas criações, conta histórias da sociedade brasileira, como a história da escravidão e do cangaço.
A designer é formada em Belas Artes pela UFBA, com especialização na Universidade Internacional de Artes de Florença, onde também estudou litografia. Em 1986, criou a marca Didara ("bom", em iorubá) na cidade de Salvador. Neste projeto, seu objetivo era usar a estamparia como técnica para contar a história das relações entre o Brasil (especialmente a Bahia) e a África. Recebeu o prêmio Museu da Casa Brasileira em 1993.

## Origem e Formação
Goya Lopes começou seus estudos na década de 1970, com o curso de História, pois tinha interesse por pinturas rupestres e línguas ágrafas e, por conta disso, queria ser arqueóloga. Porém, não se identificou com o curso e após passar no concurso de seleção, começou a cursar artes plásticas na Universidade Federal da Bahia - UFBA. Após concluir a graduação, buscou diversas especializações, nos anos de 1977 e 1978 em Design e em 1979, em Museologia. Na Universitá Internazionale Dell’Arte di Firenze, especializou-se em Expressão e Comunicação Visual, no laboratório experimental de estudo sobre a forma de linguagem artística, ganhando uma bolsa de estudo do governo italiano.
Goya Lopes estudou sobre pintura, litografia, design têxtil, desenho de moda, gestão e marketing. Estes últimos foram cursos realizados no Sebrae, com o objetivo de organizar seu próprio negócio enquanto artista.
Em sua formação como artista realizou exposições individuais e em conjunto com outras pessoas, em diversos locais, como Salvador, Rio de Janeiro, São Paulo, Espanha, Itália, Portugal e Estados Unidos. Goya também ofereceu oficinas de pintura de tecido e processo criativo em diversas capitais, como Brasília, São Paulo e Salvador. Entre 2000 e 2001, atuou como professora, oferecendo aulas de desenho no curso pré-vestibular para a Escola Técnica da Bahia e no curso de Design Aplicado à moda e estamparia na Universidade de Salvador.

## Prêmios
- 1993 - Prêmio Museu da Casa Brasileira.[5]

## Goya Lopes e o contexto afro-brasileiro
Em 1980, Goya Lopes mudou-se para São Paulo pois acreditava que a capital apresentava melhores oportunidades de emprego em seu campo de atuação, para o qual criou diferentes trabalhos com temática afro-brasileira. Neste contexto, existia um processo de estudos decoloniais na África e nas diásporas, no qual o povo negro passou a contar sua história a partir da sua ótica, com uma busca contínua pela valorização de sua cultura na sociedade. Durante esse período, Goya Lopes fez criações para empresas, assim como vendeu desenhos e ideias com o tema afro. Entretanto, foi um período complicado, pois a arte afro não oferecia muitas referências, e apesar de as estampas africanas serem conhecidas no Brasil, o padrão delas não era. De qualquer forma, explorando essa temática, Goya fez parceria com a designer e artista plástica Elisa Galeffi, dividindo o atelier e alguns projetos. E com o objetivo de atender o mercado brasileiro e de se tornar uma referência da moda afro-brasileira, criou sua grife em 1985, chamada Didara by Goya Lopes. E no ano seguinte, formalizou sua empresa Didara Indústria Comércio e Serviços de Confecções Ltda, em Salvador.
No Brasil, a arte afrodescendente teve um processo cultural dinâmico, integrado à ancestralidade, que buscou um meio para a compreensão e entendimento de tantas formas de se manifestar artisticamente e culturalmente. A estética afro expressa formas de resistência e identidade.
Através do trabalho desenvolvido entre os anos 1980 e 1990, Goya se tornou conhecida nacionalmente na área do design têxtil com a temática afro-brasileira. A validação como designer de tal temática lhe gerou o convite para organizar a ambientação da sala de recepção do presidente Itamar Franco para os presidentes ibero-americanos, no Itamaraty e a sala onde o presidente da república Fernando Henrique Cardoso e a primeira dama Ruth Cardoso receberam os cumprimentos das missões especiais estrangeiras em sua posse à presidência, em 1995. Além disso, também trabalhou na decoração do hall de entrada da Fundação Palmares, em 1997, e no exterior, em 2000, para a Fundação Ford, em Nova Iorque, em que ambas as instituições são voltadas para assuntos e pesquisas relacionadas à temática afro.

## Conceito
Goya Lopes trabalha com a perspectiva de que expressões estéticas da moda afro-brasileira são materializadas por meio de elementos relacionados à vida da população negra, com chances de estarem ligadas aos antepassados ou a ritos religiosos. A moda afro-brasileira não faz referência somente ao continente africano, ela utiliza também possui elementos de diversas culturas existentes no Brasil, como a cultura indígena, portuguesa, inglesa e, através de arranjos, desenvolve a sua própria identidade. Em síntese, a moda afro-brasileira nasce da mistura da cultura brasileira com a africana.
Para autores como Malcolm Barnard, a moda e os materiais que constituem as vestimentas são essenciais para que as pessoas se reconheçam e consigam se diferenciar do restante da sociedade, defendendo a moda como símbolo de identidade.
Goya Lopes leva em consideração que a baiana não é uma construção africana, pois é brasileira, bem como os blocos afros da Bahia e as escolas de samba do Rio de Janeiro, entre outros aspectos da cultura brasileira. Para Goya, desconsiderar todo esse contexto é um equívoco, sendo necessário separar o que é moda afro e o que se enquadra dentro da religiosidade para que não haja desassociação da referência étnica. Dessa maneira, estabelece-se uma referência para o cotidiano. Segundo a designer, existem fatores potentes que estão na religiosidade, na culinária e nas artes. A culinária, por exemplo, possui potencial para a construção de referências mais modernas e atuais, que podem ser utilizadas nas referências de criação de coleções da moda afro-brasileira. Os componentes da África em si propiciam um conteúdo amplo para o desenvolvimento de moda, tal como a cultura brasileira e, por fim, a brasileira. Em seu livro Imagens da Diáspora, escrito conjuntamente com Gustavo Falcón, um sociólogo, demonstra-se que todos os elementos podem ser usados na moda afro-brasileira. Com isso, a estética negra pode ser percebida baseada na tecelagem, na ancestralidade, na africanidade e na afrobrasilidade, sempre respeitando o fator cronológico do povo negro no Brasil, a solidariedade e o dia a dia.
Goya afirma que sua origem foi essencial para a sua formação e para a construção de sua marca identitária na moda. Ela conta que as duas vezes que pode morar fora do Brasil, foram cruciais para a sua qualificação como pessoa e, ainda mais, como artista.

## Moda afro-brasileira
Uma característica evidente da moda afro-brasileira são peças estampadas localizadas, aquelas que possuem desenhos bem determinados localizados, comumente, em parte específica da peça, frente, manga, costas, entre outras; ou estampas corridas, que são estampas em que o desenho está presente no todo, com a possibilidade de ser desenhos que se copiam ao longo do tecido, ou até mesmo desenhos que se complementam, contando uma história durante sua extensão. De fato, assim, a pessoa estilista está demonstrando sua posição dentro da sociedade brasileira e seu orgulho frente a negritude, que através das suas concepções, comunica sua aceitação no interior desse universo, possibilitando assim, que outras pessoas se identifiquem com esse posicionamento.
A pessoa negra brasileira se constrói como sujeito imerso numa tensão entre uma imagem socialmente construída em um processo de dominação e a luta pela construção de uma autoimagem positiva. Não permitir que tal imagem social destrua a sua autoimagem é um desafio. Construir uma autoimagem, um “novo negro”, que se paute nas referências identitárias africanas recriadas no Brasil, também o é. Esta última tem sido uma das estratégias de identidade construídas por uma parcela da população negra.
Diante disso, as marcas que desenvolvem a moda afro-brasileira apresentam similaridades, principalmente na utilização dos elementos para construir o visual afro-brasileiro. Nesse sentido, podemos considerar que a moda pode estar associada a origens étnicas que conversam com particularidades históricas e culturais, interferindo nos comportamentos e vestimenta do ser humano. Assim, a moda afro-brasileira é resultado de uma herança cultural das 1990 raízes africanas, porém, com a mistura de outras influências do Brasil, da cultura indígena e europeia, por exemplo. A partir de falas de Goya Lopes, evidencia-se que ao desenvolver uma coleção, a estilista utiliza a sua história pessoal e de origem, fatos ocorridos e experiências para a criação de cada peça de roupa, nos acessórios empregados, nas estampas criadas ou mesmo nos temas que inspiraram suas criações. Logo, cada estilista tem sua própria maneira de conduzir ou empregar elementos que fazem referência a cultura afro-brasileira em suas coleções. Por meio dos discursos que se expressam através da roupas é que essa moda ganha espaço e, mesmo que lentamente, começa a se estruturar e adquirir visibilidade no mercado da moda.

## Ligações Externas
- Universidade Federal da Bahia- UFBA
- Ford Foundation
- Estudos Decoloniais
- Malcolm Barnard
- Gustavo Falcón